# Aspen - Sci estremo
Aspen - Sci estremo (Aspen Extreme) è un film americano del 1993 diretto da Patrick Hasburgh.

## Trama
Due amici, TJ Burke e Dexter Rutecki, si trasferiscono da Brighton, nel Michigan, a Aspen per avere una vita migliore. I due diventano presto maestri di sci, ma ragazze, droga, e guai nel lavoro minacciano di distruggere la loro amicizia.